# Terremoto de Alepo de 1138
El terremoto de Alepo de 1138 fue uno de los terremotos más mortíferos de la historia. Su nombre fue tomado de la ciudad de Alepo, en el norte de Siria, donde se produjo la mayor cantidad de muertes. El sismo ocurrió el 11 de octubre de 1138 y fue precedido por un terremoto menor el día 10. A menudo se menciona como el tercer terremoto más mortífero de la historia, después de los terremotos de Shaanxi y Tangshan en China. Sin embargo, la cifra de 230.000 muertos se basa en la combinación histórica de este terremoto con los terremotos de noviembre de 1137 en la llanura Jazira y el gran evento sísmico del 30 de septiembre de 1139 en la ciudad azerbaiyana de Ganja. La primera mención de una cifra de muertos fue de 230.000 por Ibn Taghribirdi en el siglo XV.

## Antecedentes
Alepo se encuentra en la parte norte del sistema de Transformación del mar Muerto de fallas geológicas, que es un límite de placa que separa la placa árabe de la placa africana. El terremoto fue el comienzo de dos secuencias intensas de terremotos en la región: octubre 1138 a junio de 1139 y una mucho más intensa y una serie posterior de septiembre de 1156 a mayo de 1159. La primera secuencia afectó las áreas a alrededor de Alepo y la parte occidental de la región de Edesa (actual Şanlıurfa, Turquía). Durante la segunda secuencia, un área que abarcó el noroeste de Siria, el norte del Líbano y la región de Antioquía (la actual Hatay, en el sur de Turquía) fue objeto de terremotos devastadores.
A mediados del siglo XII, el norte de Siria era un país devastado por la guerra. Los estados cruzados establecidos por los europeos occidentales, como el Principado de Antioquía, estaban en un estado de constante conflicto armado con los estados musulmanes del norte de Siria y Jazeera, principalmente Alepo y Mosul.

## Descripción
Un cronista de la época en Damasco, Ibn al-Qalanisi, registró el terremoto principal, el miércoles 11 de octubre de 1138. Ibn al-Qalanisi escribió que fue precedida por un sismo inicial el 10 de octubre y hubo réplicas en la noche del 20 de octubre, el 25 de octubre, en la noche del 30 de octubre y el 1 de noviembre, y terminando con otro en la madrugada del 3 de noviembre. Sin embargo, Kemal al-Din, un autor  más tardío, registró un solo terremoto del 19-20 de octubre, lo cual no está de acuerdo con el relato de al-Qalanisi. Teniendo en cuenta que al-Qalanisi estaba escribiendo como los terremotos ocurrieron y  las cuentas de otros historiadores, el apoyo de una fecha 10 o 11 de octubre, su fecha de 11 de octubre se considera la autorizada.
El área más afectada fue Harem, donde los cruzados habían construido una gran ciudadela. Las fuentes indican que el castillo fue destruido y la iglesia cayó sobre sí misma. La fortaleza de Atharib, ocupada por los musulmanes, fue destruida. La ciudadela también se derrumbó, matando a 600 guardias del castillo, aunque el gobernador y algunos funcionarios sobrevivieron, y huyeron a Mosul. La ciudad de Zaradna, ya saqueada por las fuerzas en conflicto, fue totalmente destruida, al igual que el pequeño fuerte de Shih.
Los habitantes de Alepo, una ciudad grande de varias decenas de miles de habitantes durante ese período, habían sido advertidos por los temblores y huyeron al campo antes de que ocurriera el terremoto principal. Las paredes de la ciudadela se derrumbaron, al igual que las murallas este y oeste de la ciudadela. Numerosas casas fueron destruidas, con las piedras utilizadas en su construcción cayendo en las calles. Relatos de la época de los daños se limitan a afirmar que la ciudad de Aleppo fue destruida, aunque la comparación de los informes indican que no se llevaron lo peor del terremoto.
Mayores daños se registraron en Azrab, Bizaah, Tell Khalid y Tell Amar. El sismo principal y sus réplicas se sintieron en Damasco, pero no en Jerusalén. Relatos de personas siendo tragadas por la apertura de agujeros en el suelo de Ar Raqqah se atribuyeron erróneamente al terremoto de Alepo, y se basan en el relato confuso de finales del siglo XII de Miguel el Sirio.